# Київський коледж комп'ютерних технологій та економіки Державного університету "Київський авіаційний інститут"
Відокремлений структурний підрозділ "Київський фаховий коледж комп'ютерних технологій та економіки Державного університету "Київський авіаційний інститут" — заснований 23 серпня 1960 року Постановою Ради Міністрів УРСР № 137 при організації п/с 244 «Київський радіозавод» і мав назву «Дарницький вечірній механічний технікум». Директором технікуму був ініціатор його створення Ховпун Олександр Іванович. Цю посаду наразі займає Зіатдінов Юрій Кашафович. У коледжі працює 86 педпрацівників, 80 % викладачів — спеціалісти вищої та першої категорій, з них 14 нагороджені Знаком «Відмінник освіти України». По закінченню коледжу випускники мають можливість продовжити навчання у ДУ КАІ та інших вищих навчальних закладах III та VI рівнів акредитації за скороченими програмами на відповідних факультетах.

## Історична довідка
Київський радіомеханічний технікум заснований 23 серпня 1960 року Постановою Ради Міністрів УРСР № 137 при організації п/с 244 «Київський радіозавод» і мав назву «Дарницький вечірній механічний технікум». Метою створення закладу була підготовка фахівців середньої ланки насамперед для відомого в Україні Київського радіозаводу. Розташовувався технікум спочатку у приміщенні школи № 160, у його штаті було 12 осіб, а навчалося 65 студентів за двома спеціальностями: «Обробка металів» та «Радіоапаратобудуваня». Директором технікуму був ініціатор його створення Ховпун Олександр Іванович.

21 серпня 1961 року навчальний заклад перейменовано на Київський вечірній радіомеханічний технікум, йому було передано частину приміщення гуртожитку Київського радіозаводу, що дало змогу обладнати 6 аудиторій, 4 лабораторії та 3 службові приміщення.

1962 року розпорядженням Київського раднаргоспу № 154 закладу була присвоєна назва «Київський радіомеханічний технікум». Тоді ж проведено перший набір учнів на денне відділення за спеціальністю «Автоматика і телемеханіка», здійснено перший випуск: на вечірньому відділенні — 29 осіб, на заочному — 69.

1963 року технікум провів перший набір студентів на денне відділення за спеціальністю «Радіоапаратобудування», було розпочато будівництво навчального та виробничого корпусів на вулиці Бориспільській і п'ятиповерхового студентського гуртожитку.

З 1965 року технікум підпорядковується Міністерству загального машинобудування СРСР, до якого належали такі потужні приладобудівні заводи, як Київський радіозавод і завод «Київприлад». Розвиток машинно- і приладобудівної галузі, особливо ракетнокосмічної та апаратури військового призначення, складної побутової техніки, спричинив зростання потреби у кваліфікованих спеціалістах середньої ланки. Це зумовило збільшення обсягів прийому до технікуму, розширенню та зміцненню його матеріальної бази і кадрового складу. Цього ж року було введено в експлуатацію новий чотириповерховий навчальний корпус загальною площею 7600 кв.м. Відбувся перший випуск денного відділення. Контингент денного відділення технікуму становив уже понад 900 студентів, вечірнього — близько 200. Значну систематичну допомогу технікуму в усіх напрямках його діяльності, в тому числі і в соціальній сфері — оздоровленні студентів і працівників технікуму, забезпеченні житлом тощо, надавав Київський радіозавод, який очолював Дмитро Гаврилович Топчій — талановитий організатор і фахівець, Герой соціалістичної праці, депутат Верховної Ради України.

Освоєння технікумом нових сучасних спеціальностей, зростання попиту на випускників сприяло розвитку навчального закладу, збільшенню контингенту студентів і працівників, а якісна підготовка фахівців забезпечила постійно високі вступні конкурси, визнання Київського радіомеханічного технікуму як одного з найпрестижніших. 1975 року в технікумі навчалось 1325 студентів, працювало 192 співробітники, а вартість матеріальної бази становила півтора мільйона карбованців.

1981 року технікум вперше здійснив набір студентів на нову сучасну спеціальність «Експлуатація та наладка верстатів з числовим програмним керуванням», аби забезпечити Київський радіозавод, заводи Київприлад і Радіовимірювач кваліфікованими фахівцями.

1985 року на денних відділеннях технікуму навчалось 1503 студенти, на вечірньому — 453, у філії м. Сміла — 407, контингент співробітників становив 180 осіб.

1988 року на посаду директора технікуму призначений Заслужений працівник освіти України Карпенко Володимир Васильович. З 1992 року Київський радіомеханічний технікум підпорядковується Міністерству освіти та науки України.

Бурхливий розвиток комп'ютерних технологій, нагальна потреба в спеціалістах економічного напрямку, що виникла в регіоні у 90-х роках, спонукали технікум до впровадження та освоєння нових перспективних і необхідних державі спеціальностей.
- 1995 року була відкрита спеціальність «Бухгалтерський облік»,
- 1996 — «Обслуговування комп'ютерних та інтелектуальних систем і мереж», спеціалізація «Технічне обслуговування і ремонт електронно-обчислювальної техніки»,
- 1998 — «Економіка підприємства»,
- 2001 — «Програмування для електронно-обчислювальної техніки і автоматизованих систем».

Курс України на реформування та модернізацію вітчизняної освіти, на адаптацію національної освітньої системи до змін, що відбуваються в європейських країнах і пов'язаних з визнанням якості знань як умови суспільного добробуту і прогресу, підняття рівня освіти, особливо вищої, реалізація принципу її неперервності, надання студентам більш широких можливостей у доступі та користуванні сучасними освітніми технологіями спонукали колектив технікуму до пошуку нових форм співпраці з навчальними закладами більш високого рівня акредитації. Тому за ініціативи технікуму згідно з наказом № 633 Міністерства освіти і науки України від 19 липня 2007 року Київського радіомеханічний технікум був реорганізований у Київський радіомеханічний коледж як відокремлений структурний підрозділ Національного авіаційного університету.
З 17 травня 2013 року коледж очолював кандидат психологічних наук, доцент Параніч Віктор Петрович.
Враховуючи напрями підготовки молодших спеціалістів у коледжі та концепції його розвитку на перспективу, 30 вересня 2013 року коледж перейменовано у Київський коледж комп'ютерних технологій та економіки Національного авіаційного університету.
На даний момент коледж очолює заслужений працівник освіти України, доктор технічних наук, професор Зіатдінов Юрій Кашафович.

## Інформація про структурний підрозділ

### Керівництво коледжу
| Зіатдінов Юрій Кашафович      | директор                                                   |
| Чуйков Артем Сергійович       | заступник директора з навчально-методичної роботи          |
| Майдан Анатолій Васильович    | заступник директора з навчальної роботи                    |
| Михалевич Василь Мефодійович  | заступник директора з навчально-виробничої роботи          |
| Бєловол Віолетта Вячеславівна | заступник директора з навчально-виховної роботи            |
| Сосновцева Алла Миколаївна    | заступник директора з адміністративно-господарської роботи |
| Мозгова Світлана Олексіївна   | головний бухгалтер                                         |
| Кульчицька Ірина Вікторівна   | помічник директора з кадрової роботи                       |

Матеріально — технічна база 
 — навчальні — лабораторні корпуси — 2;
 — гуртожиток — 1;
 — стадіон — 1;
 — бібліотека — 1;
 — читальна зала — 1;
 — медичних пунктів — 1;
 — комп'ютерних місць — 261;
 — комп΄ютерних класів — 11;
 — буфетний роздаток — 1.

Педагогічні працівники (чисельність докторів наук, професорів, кандидатів наук, доцентів).
Штатних всього — 82; із них кандидатів наук — 1.

Сумісників всього — 5; із них кандидатів наук — 2.

### Напрями підготовки молодших спеціалістів в Київському коледжі комп'ютерних технологій та економіки
1. Електронні комунікації та радіотехніка — Галузь знань «Електроніка, автоматизація та електронні комунікації», спеціальність 172
2. Електронні комунікації та радіотехніка (Радіоелектронні системи безпілотних авіаційних комплексів) — Галузь знань «Електроніка, автоматизація та електронні комунікації», спеціальність 172
3. Комп’ютерна інженерія — Галузь знань «Інформаційні технології», спеціальність 123
4. Інженерія програмного забезпечення — Галузь знань «Інформаційні технології», спеціальність 121
5. Фінанси, банківська справа та фондовий ринок — Галузь знань «Управління та адміністрування», спеціальність 072
6. Економіка — Галузь знань «Соціальні та поведінкові науки», спеціальність 051
7. Видавництво та поліграфія — Галузь знань «Виробництво татехнології», спеціальність 186
8. Галузеве машинобудування — Галузь знань «Механічна інженерія», спеціальність 133
9. Автоматизація, комп’ютерно-інтегровані технології та робототехніка — Галузь знань «Електроніка, автоматизація та електронні комунікації», спеціальність 174

### Структура коледжу
- денних відділень — 4
- предметних і циклових комісій — 12
- гуртожиток
- бібліотека
- медпункт.